# Joseph Losenhausen

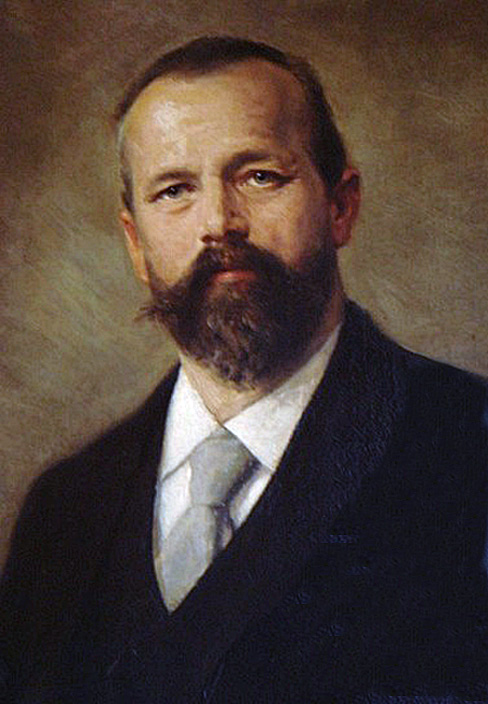
Joseph Losenhausen (Ölgemälde)

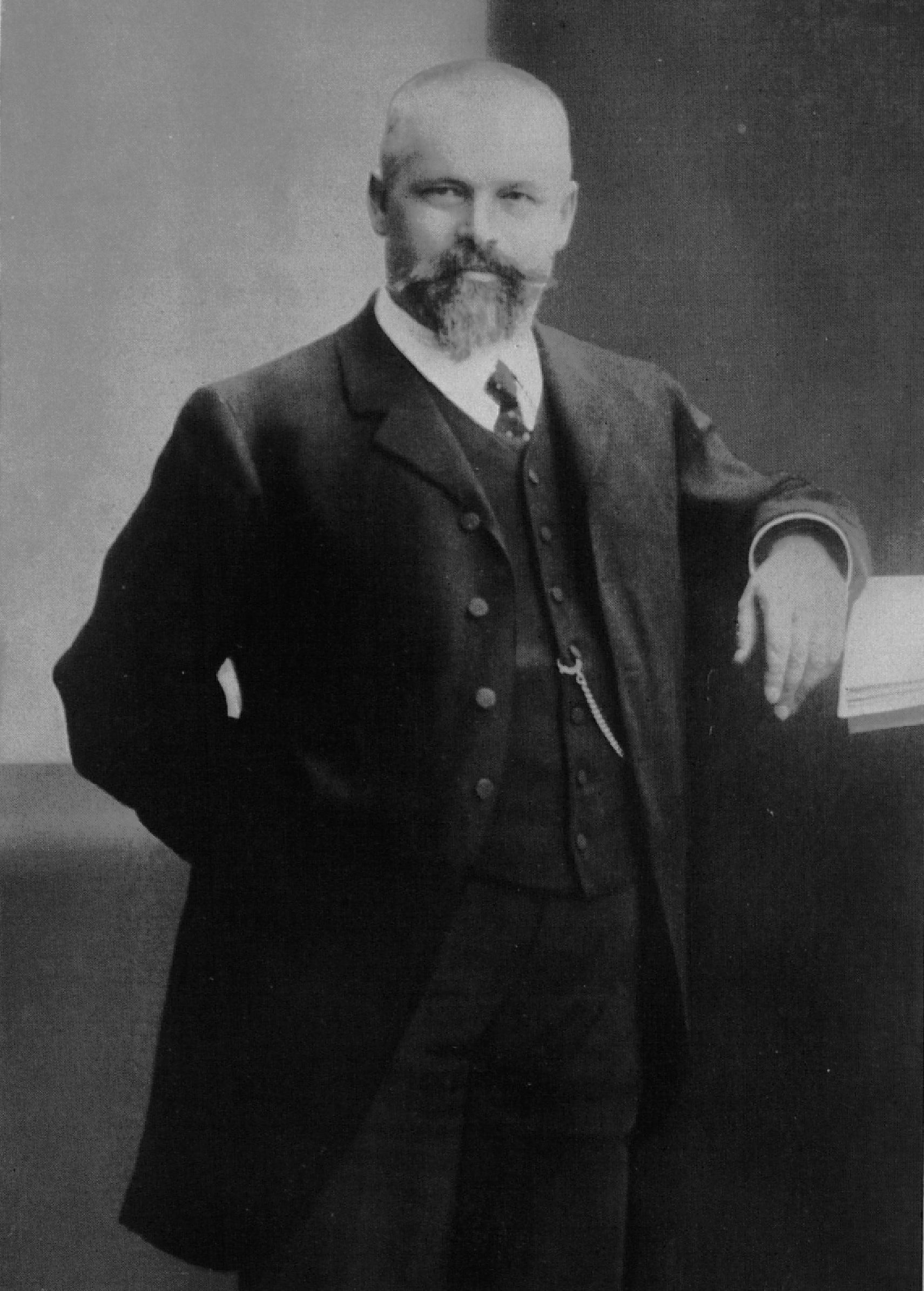
Joseph Losenhausen (60 années de machines "LOS" : 1880–1940. Düsseldorf 1940.)

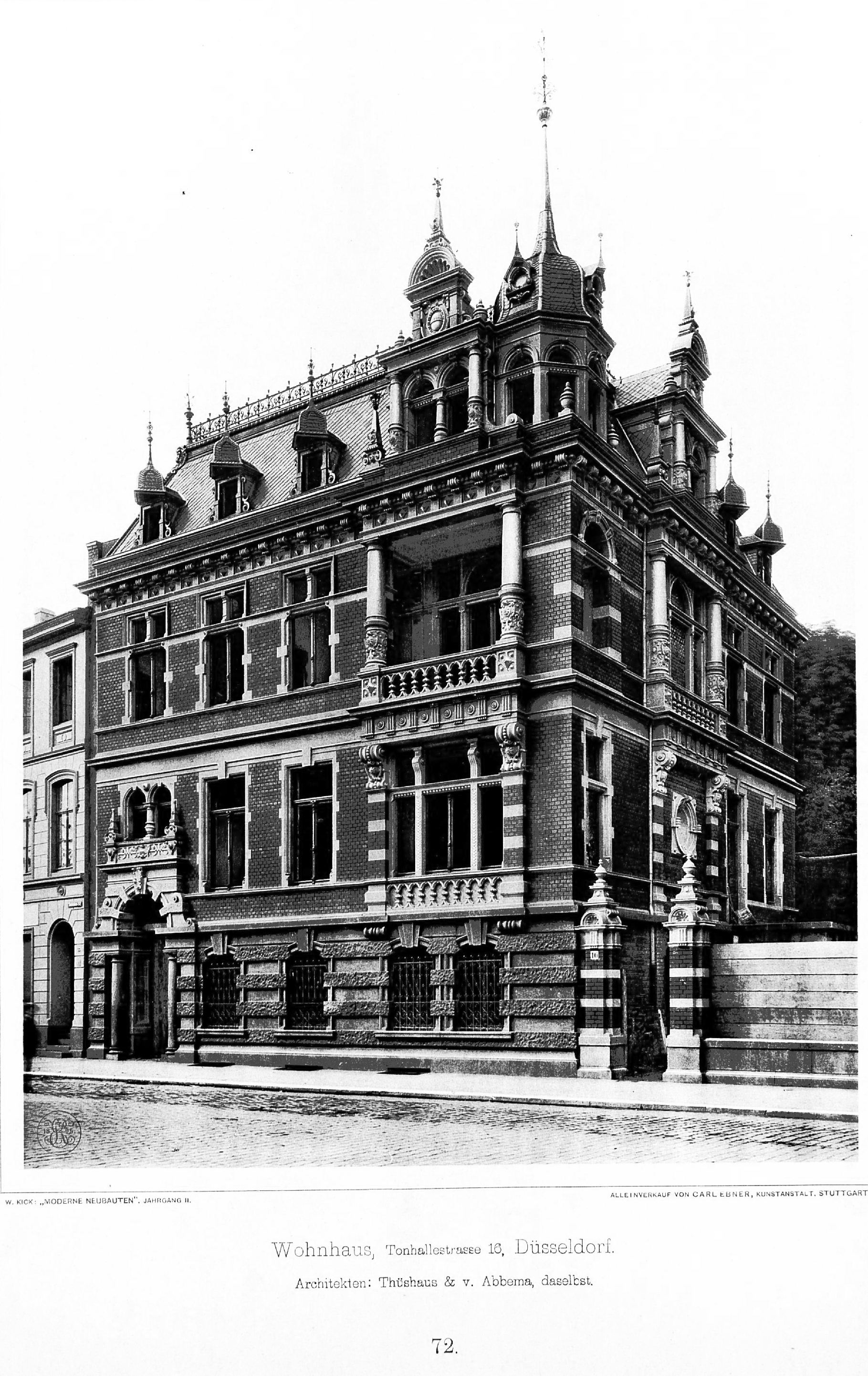
Wohnhaus Tonhallenstraße 16 in Düsseldorf (Architekten- und Ingenieur-Verein zu Düsseldorf (Hrsg.): Düsseldorf und seine Bauten. L. Schwann, Düsseldorf 1904.)

Joseph Losenhausen (* 2. Februar 1852 in Düsseldorf-Gerresheim; † 11. Juli 1919 auf Gut Breitenbend bei Linnich; vollständiger Name: Robert Franz Joseph Losenhausen) war ein deutscher Kaufmann und Unternehmer. Die von ihm gegründete Losenhausen'sche Hebezeug- und Transportanlagenfabrik erlangte „auf dem Gebiet der Baumaschinen internationale Geltung“. Dabei war der bekannteste Mitarbeiter der Ingenieur Wilhelm de Fries.

## Geschichte

### Leben
Joseph Losenhausen wurde als Sohn von Ferdinand Losenhausen (1818–1888, Gastwirt in Gerresheim) und Gertrud Losenhausen (* 1831) geboren. Väterlicherseits war er der Enkel des Gastwirts Heinrich und der Anna Gürten; mütterlicherseits war er der Enkel des Gastwirts Joh. Joseph Türffs und der Anna Catharina Josepha Esser. Seit 1879 war Joseph Losenhausen mit Karoline (1858–1924), der Tochter des Gutsbesitzers Schüller in Korrenzig bei Jülich, verheiratet. Sie hatten vier Kinder, zwei Söhne und zwei Töchter. Darunter war Ferdinand Paul Losenhausen (1880–1944), Landgerichtsdirektor in Aachen, Stadtrat sowie Mitglied des Provinziallandtags und des Preußischen Landtages (für die DVP).

### Beruf
Nachdem Joseph Losenhausen die Schule besucht hatte, machte er eine Lehre im Eisen-, Werkzeug- und Maschinenhandel. In dieser Branche war er von Düsseldorf aus für eine Amsterdamer Firma als Verkäufer auf Reisen (Reiseingenieur) tätig. Weiter machte er Verbesserungsvorschläge und patentreife Vorschläge für seine Firma. Nachdem er 1879 geheiratet hatte, trennte er sich von seiner Tätigkeit als Reiseingenieur.

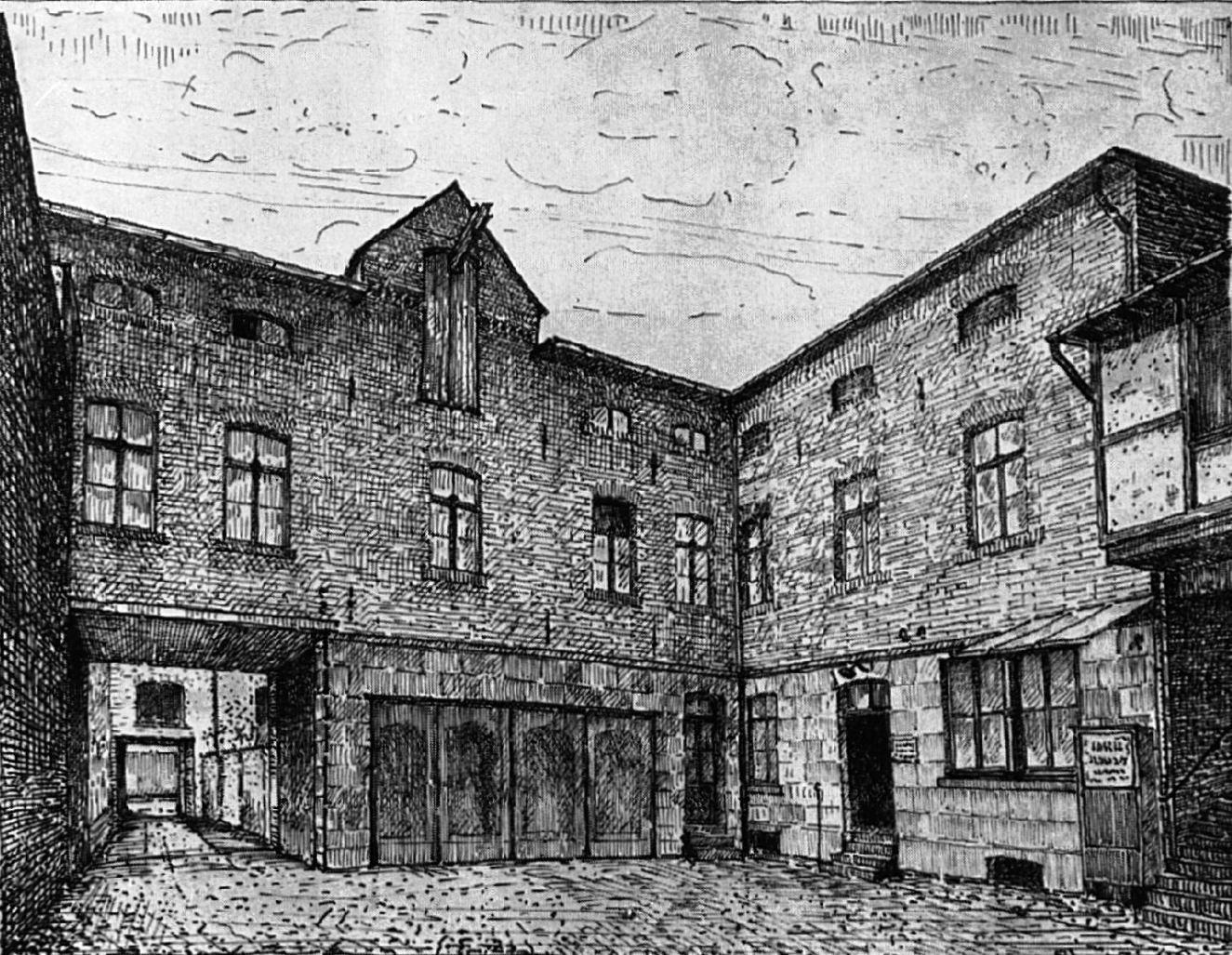
Handwerksbetrieb von Joseph Losenhausen an der Talstraße in Düsseldorf um 1850(60 années de machines „LOS“. 1880–1940. Düsseldorf 1940.)

Mitte 1880 errichtete er einen kleinen Handwerksbetrieb mit sieben Arbeitern an der Talstraße in Düsseldorf. Es handelte sich dabei um einen Eisenhandel mit Fabrikationsbetrieb und Gelbgießerei in Düsseldorf. 1889 erwarb er ein Grundstück von 6500 m² in Grafenberg. Dort errichtete er sein Hauptwerk, eine Fabrik mit zuerst rund 70 Arbeitern. Am 11. Januar 1882 erfolgte die Eintragung der Firma in das Handelsregister.
Die Firma war im Eisen- und Maschinenhandel tätig, daneben produzierte sie Apparaturen und Armaturen, u. a. für den Schiffsbau und das Bergwesen, insbesondere Kondenstöpfe, Schmierapparate, Ventile, Pumpen sowie Messinstrumente usw. Von 1882 bis 1895 erwarb er Patente für seine Firma. Ab 1889 wurden am neuen Standort in Düsseldorf-Grafenberg auch Kräne, Laufkatzen, Kabelwinden, Waagen und Prüfmaschinen produziert. Auf der Düsseldorfer Industrie- und Gewerbeausstellung 1902 stellte die Firma Portalkräne, Aufzüge, Transmissionsanlagen, Güterwagen und Materialprüfmaschinen vor.
1897 wandelte Losenhausen sein Unternehmen in eine Aktiengesellschaft mit einem Kapital von 1 Million Mark um, die nun als Düsseldorfer Maschinenbau-Actien-Gesellschaft, vorm. J. Losenhausen firmierte. Zunächst war er einziges Vorstandsmitglied, 1900 wechselte er in den Aufsichtsrat der AG, dessen Vorsitz er innehatte. Den Hauptanteil des Umsatzes machte der Handel mit Maschinen, Apparaten und Armaturen sowie Werkzeugen aus. Die Produktion von Kondenstöpfen, Schmierapparaten, Ventilen, Handspeisepumpen etc. trat demgegenüber zurück. Losenhausen ging dazu über, Waagen und Hebezeuge, Flaschenzüge, Laufkatzen und Kabelwinden herzustellen. Aus Waagen und Hebezeugen, die messen und Lasten bewegen, entwickelten sich die Materialprüfmaschinen. Auf der Düsseldorfer Industrie- und Gewerbeausstellung 1902 zeigte Losenhausen ein umfangreiches Prüfmaschinenprogramm. Aus den Prüfmaschinen entwickelten sich später zwei weitere Fabrikationszweige: der Bau von Auswuchtmaschinen und der Bau von Bodenverdichtungs-Maschinen.
Nach der Jahrhundertwende zog sich Losenhausen mehr und mehr aus seinem Unternehmen zurück. Seit 1913 wandte er sich dem Ausbau seines im Jahre 1908 gekauften Gutes Breitenbend zu. 1926 wurde die Firma in Losenhausenwerk, Düsseldorfer Maschinenbau-Aktiengesellschaft umbenannt. Bis 1985 bestand die Firma unter diesem Namen.

### Wohnhaus
Für die Jahre 1897 und 1899 erwähnt das Düsseldorfer Adressbuch für Tonhallenstr. 16 den Fabrikanten J. R. Losenhausen. Der Düsseldorfer Architekten und Ingenieurverein würdigte die Fassadengestaltung und Grundrisslösung des Hauses, das vor 1895 erbaut wurde. Während der Architekten- und Ingenieurverein nur den Düsseldorfer Architekten Leo von Abbema erwähnt, nennt Wilhelm Kick neben Abbema auch Bernhard Tüshaus. Da das Gebäude auf zwei Seiten von der dauernden Parkanlage der städtischen Tonhalle umschlossen wurde, wurde eine besondere Grundrisslösung gewählt:

„Das Grundstück Tonhallenstraße 16 ist auf zwei Seiten von dem Garten der städtischen Tonhalle umschlossen, und bei dem von dem Architekten von Abbema hier erbauten Hause ist diese Nachbarschaft einer dauernden Parkanlage für die Grundrissgestaltung bestimmend gewesen.“

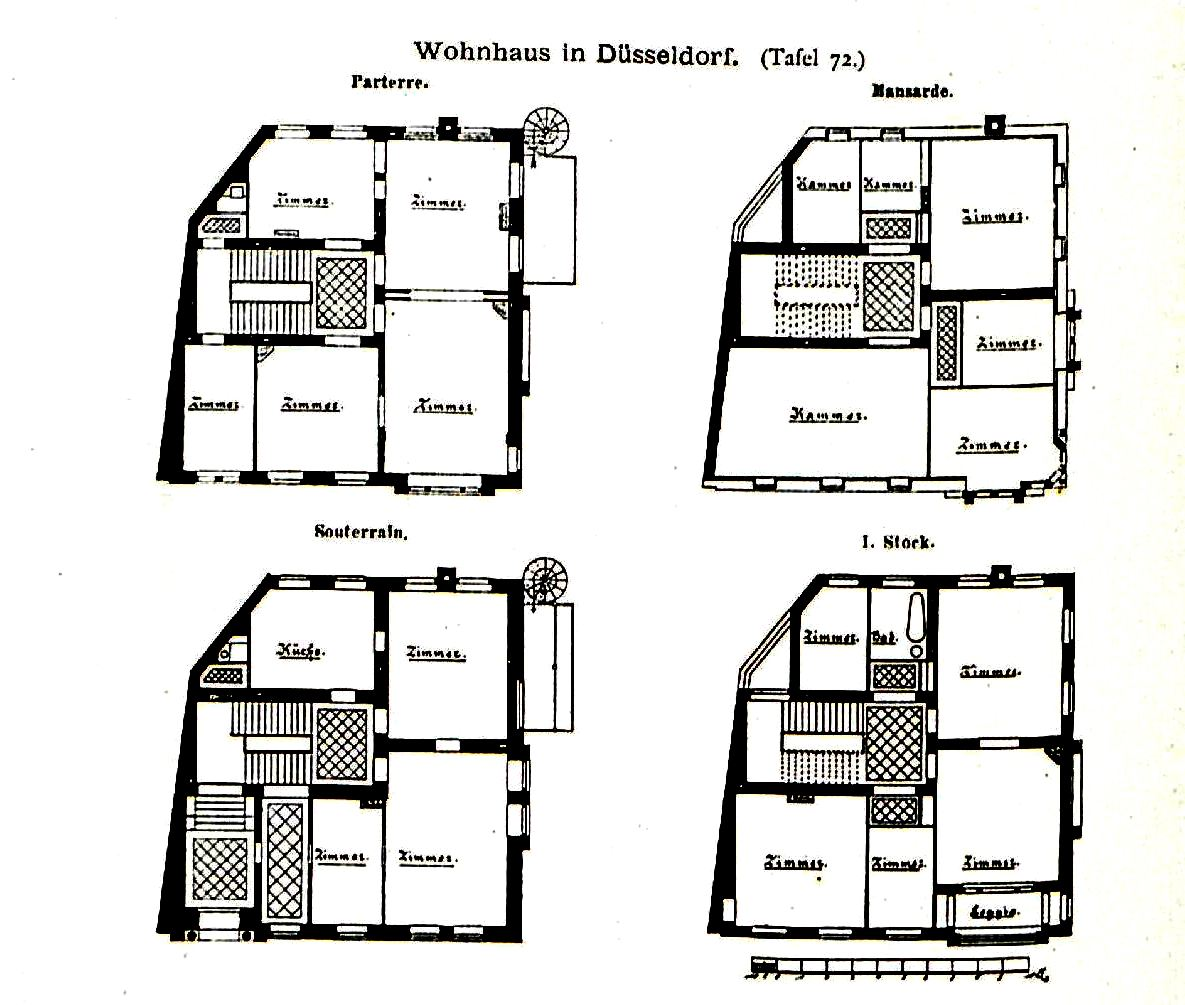
Grundrisse der Etagen (Architekten- und Ingenieur-Verein zu Düsseldorf (Hrsg.): Düsseldorf und seine Bauten. L. Schwann, Düsseldorf 1904.)
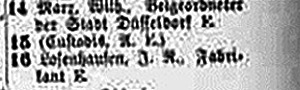
(Tonhallenstraße) 16 Losenhausen J.R. Fabrikant E. (aus Adressbuch der Stadt Düsseldorf für das Jahr 1897, Zweiter Theil., S. 719).
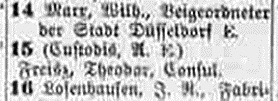
(Tonhallenstraße) 16 Losenhausen J.R. Fabrikant E. (aus Adressbuch der Stadt Düsseldorf für das Jahr 1899 Zweiter Theil, S. 781).

### Rezeption
Heiner Vossen beschreibt die „Innovationsfreudigkeit“ des Joseph Losenhausen:

„Josef Losenhausen war 28. Und hatte die Idee einen Handwerksbetrieb zu gründen. Mit Sicherheit ahnte er nicht, daß hundert Jahre später dieses Unternehmen eine führende Rolle im Bereich von hochentwickelten Baumaschinen einnehmen würde. Denn er handelte erst einmal mit Maschinen, Apparaten, Werkzeugen, Ventilen, Handpumpen und […] Losenhausen hatte ein sicheres Gespür für Marktchancen: Seine Innovationsfreudigkeit prägten den Geist des Unternehmens, und so ist es ihm zu verdanken, daß sich das Unternehmen später dem damals wenig erforschten Bereich der ‚Rütteltechnik‘ zuwandte. Das war der ‚zündelnde Impuls‘ für die Technologie der Verdichtungsmaschinen. Denn um die Jahrhundertwende experimentierte man schon vereinzelt in Gießereien, Formsand auf Rütteltischen zu verdichten.“